# Байганін Нурпеїс
Нурпеї́с Байга́нін (*20 липня 1860 — †9 квітня 1945) — казахський радянський народний акин. Заслужений діяч мистецтв (з 1939).
Родом з Актюбінської області.
З 17 років складав пісні про тяжке життя свого народу, викривав багатіїв-визискувачів. Після радянської окупації оспівував нове життя, славив його творців («Ленін», «Розквітаюче життя», «Комісар Пожарський», «Двадцять п'ять» та ін.). Вірші «Акин», «Не вмру я, діти мої» присвятив високому покликанню поета-громадянина. Найвідоміші епічні поеми — «Аккенже», «Наркиз».
Твори
- Рос. перекл. — Избранные произведения. Алма-Ата, 1946.